# Against the Current

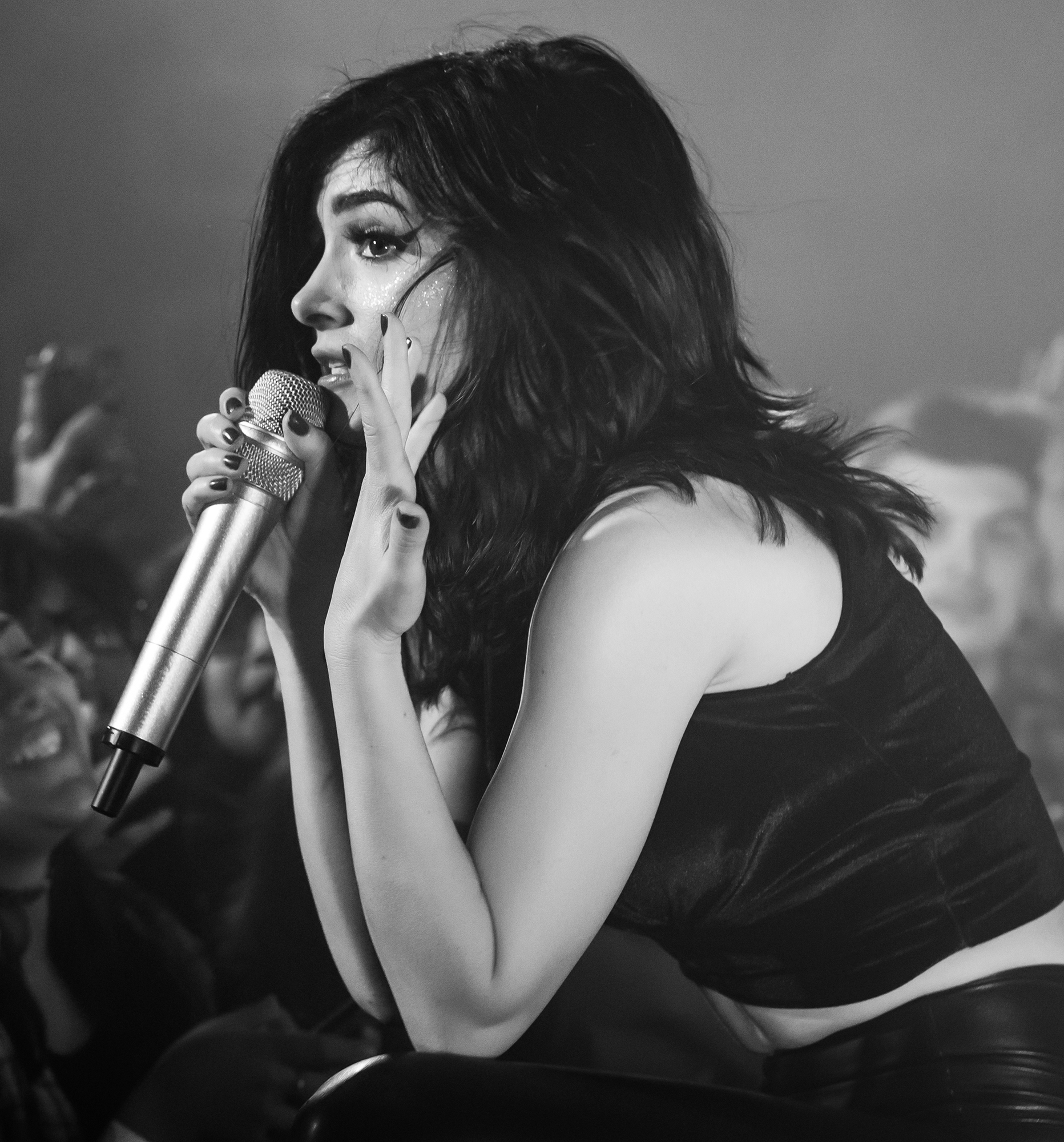
Leadzangeres Chrissy Costanza in 2016

Against The Current (vaak afgekort als ATC) is een Amerikaanse rockband uit Poughkeepsie, New York, opgericht in 2011. De band bestaat uit zangeres Chrissy Costanza, gitarist Dan Gow en drummer Will Ferri.  
De eerste EP van de band, Infinity, werd in mei 2014 uitgebracht onder hun eigen label. De band volgde Infinity met hun volgende EP, Gravity, die werd uitgebracht op 17 februari 2015. Kort daarna tekenden ze bij platenlabel Fueled by Ramen. Hun debuutstudioalbum, In Our Bones, werd uitgebracht op 20 mei 2016. In 2017 werkte de band samen met de populaire videogame League of Legends bij het maken van het nummer Legends Never Die voor het League of Legends Wereldkampioenschap van 2017. Hun tweede studioalbum, Past Lives, kwam uit op 28 september 2018. Hun derde EP, Fever, kwam uit op 23 juli 2021. Op 10 januari 2022 kwam de single Wildfire uit. Later dat jaar nam de band afscheid van hun platenlabel en sindsdien brachten zij meerdere onafhankelijke singles uit en gingen ze op meerdere wereldtours. 

## Geschiedenis
Against The Current is gevormd in het begin van 2011 door Dan Gow, Will Ferri, en Jeremy Rompala. Leadzangeres Chrissy Costanza sloot zich in de zomer van 2011 aan bij de band nadat ze was geïntroduceerd aan Dan, Will en Jeremy door een gemeenschappelijke vriend. Joe Simmons werd uitgenodigd om de bassist van de band te zijn maar sloot zich pas later aan toen hij zijn vorige band verliet.

## Bandleden
- Christina "Chrissy" Costanza - leadzangeres (2011-heden)
- Daniel "Dan" Gow - gitarist, achtergrondzanger (2011-heden)
- William "Will" Ferri - drums, achtergrondzanger (2011-heden)

## Voormalige leden
- Jeremy Rompala - gitarist, piano (2011-2014)
- Joe Simmons - bassist, achtergrondzanger (2011-2014; tour 2014-2016)

## Touring leden
- Roo Buxton - gitarist, keyboard, achtergrondzanger (2015-2018)
- Jordan Eckes - bassist, akoestisch gitarist, keyboard, achtergrondzanger (2016-heden)

## Discografie

### Albums
- 2015: Gravity
- 2016: In Our Bones
- 2018: Past Lives

### Singles
- 2012: Thinking
- 2013: Closer, Faster
- 2013: Guessing
- 2014: Gravity
- 2015: Outsiders
- 2015: Talk
- 2016: Running with the Wild Things
- 2016: Runaway
- 2016: Wasteland
- 2016: Young & Relentless
- 2017: Legends Never Die (bekend van het WK League of Legends 2017)
- 2018: Almost Forgot
- 2018: Strangers Again
- 2018: Personal
- 2018: Voices
- 2020: That Won't Save Us
- 2021:  Weapon
- 2021:  Again & Again
- 2022:  Wildfire
- 2022:  Wildfire - LEC Version
- 2022:  Teenagers
- 2022:  Blindfolded
- 2023: "good guy"
- 2023: silent stranger
- 2024: Barely Breathing (feat. Against The Current)
- 2024: Caught It

### Ep's
- 2014: Infinity
- 2014: Infinity (The Acoustic Sessions)
- 2015: Gravity (The Acoustic Sessions, Vol. II)
- 2021:  Fever